# Pikkurivier
De Pikkurivier (Zweeds: Pikkujoki; later Pikkujokinen) is een rivier die stroomt in de Zweedse  gemeente Kiruna. De rivier ontstaat als afwateringsrivier van een moerasgebied. Ze stroomt zuidoostwaarts door onbewoond gebied en is meer dan 12 kilometer lang. Ze is een zijrivier van de Junorivier.